# NGC 898
NGC 898 ist eine Edge-On-Spiralgalaxie vom Hubble-Typ Sab im Sternbild Andromeda am Nordsternhimmel. Sie ist schätzungsweise 247 Millionen Lichtjahre von der Milchstraße entfernt und hat einen Durchmesser von etwa 165.000 Lichtjahren.
Im selben Himmelsareal befindet sich u. a. die Galaxie NGC 891, NGC 906, NGC 909, NGC 910.
Das Objekt wurde am 17. Oktober 1786 von Wilhelm Herschel entdeckt.